# 竹村博
竹村 博(たけむら ひろし、1927年 - ) は、日本の撮影監督。松竹で主に前田陽一や中村登、山根成之の監督作品に参加した。

## 参加作品
いずれも松竹作品。
- にっぽんぱらだいす（1964年）[2]
- 涙にさよならを（1965年）[3]
- スチャラカ社員（1966年）
- 惜春（1967年）[4]
- 智恵子抄（1967年)
- 爽春（1968年）[5]
- 進め!ジャガーズ 敵前上陸（1968年）
- わが闘争（1968年）[6]
- 小さなスナック（1968年）
- 日も月も（1969年）[7]
- 結婚します（1969年）[8]
- 七つの顔の女（1969年）[9]
- わが恋わが歌（1969年）[10]
- 東京・パリ 青春の条件（1970年）[11]
- 風の慕情（1970年）[12]
- 波止場女のブルース（1970年）
- 青春大全集（1970年）[13]
- 内海の輪（1971年）
- めまい （1971年）[14]
- 愛と死（1971年）
- 喜劇 命のお値段（1971年）[15]
- 喜劇 男の子守唄（1972年）
- 虹をわたって（1972年）
- 藍より青く（1973年）
- 恋は放課後（1973年）[16]
- 喜劇 日本列島震度0（1973年）[17]
- 塩狩峠（1973年）
- ムツゴロウの結婚記（1974年）[18]
- 愛と誠 （1974年）
- あした輝く（1974年）[19]
- 続・愛と誠（1975年）[20]
- スプーン一杯の幸せ（1975年）
- おれの行く道（1975年）[21]
- 港のヨーコ・ヨコハマ・ヨコスカ（1975年）
- 遺書 白い少女（1976年）
- 忍術猿飛佐助（1976年）[22]
- 愛と誠・完結篇（1976年）[23]
- 少林寺拳法 ムサシ香港に現わる（1976年）[24]
- 恋人岬（1977年）[25]
- 坊っちゃん（1977年）[26]
- 新宿馬鹿物語（1977年）[27]
- 俺は田舎のプレスリー（1978年）[28]
- 日蓮（1979年）[29]
- 港町紳士録（1979年）[30]
- 時代屋の女房（1983年）
- 海嶺（1983年）[31]